# Condado de Live Oak
O Condado de Live Oak é um dos 254 condados do estado norte-americano do Texas. A sede do condado é George West, e sua maior cidade é George West.
O condado possui uma área de 2 794 km² (dos quais 100 km² estão cobertos por água), uma população de 12 309 habitantes, e uma densidade populacional de 5 hab/km² (segundo o censo nacional de 2000).
O condado foi criado em 1856.